# Die Geschichte vom Onkel Willy aus Golzow
Die Geschichte vom Onkel Willy aus Golzow (1995) ist ein Teil der Langzeitdokumentation Die Kinder von Golzow, die seit 1961 in der DDR gedreht wurde. Es wurde eine Schulklasse während der letzten Kindergartentage, der gesamten Schulzeit und teilweise ihr Leben lang begleitet. Nicht alle Kinder konnten Barbara Junge und Winfried Junge gleichermaßen berücksichtigen. Auch Willy Sommerfeld (* 5. Dezember 1954; † 18. Oktober 2021 in Wittenberg), der einst klein und unscheinbar war, ist ein Beispiel dafür, dass sich manchmal erst mit der Zeit interessante Biografien ergeben.
Erst gar nicht beachtet, erschien mit „Die Geschichte vom Onkel Willy aus Golzow“ der zwölfte Film der Golzow-Saga und die zweite Einzelbiografie.

## Handlung
Aufgefallen war der Junge, der „den Menschen helfen will“, neben seiner Schullaufbahn vor allem dadurch, dass er der erste der Klasse war, der eine Familie gründete.
Winfried Junge begleitet Willy und seine Frau nicht nur zu Zeiten seiner Ehe oder nach der Geburt seiner ersten zwei Söhne, sondern auch während schwierigerer Zeiten. Die der Scheidung bspw., in der sie, wie in der DDR üblich, beide noch immer in einer gemeinsamen Wohnung lebten.
Dass die Kinder solch einen Schritt erst dann realisieren, wenn der Vater weg ist, wird aus den Gesprächen klar, die Junge immer wieder mit seinen Protagonisten führt.
Die Situation, welche von einem Auf und Ab der Beziehung geprägt ist, klärt sich erst, als er sich entscheidet, mit der studierten Jutta einen Neuanfang zu wagen.
Weg von seinen Kindern und nur unter tiefster Trauer seiner Eltern, welche immer gegen die Scheidung und gegen die neue Frau waren, zieht er nach Gräfenhainichen. Ab sofort wird Winfried Junge zwar vordergründig immer noch Willy, parallel dazu aber auch seine Exfrau und die Kinder begleiten.
In der Nähe von Wittenberg und damit nicht mehr in Reichweite seiner Kinder wird der arbeitsbegeisterte Mann nun endgültig zum „Onkel“. Sein drittes Kind, das aus der Beziehung zu Jutta stammt, spricht ihn mit Vornamen an, aber auch sonst, wie sie sagt, habe er keine Rechte, da es ihr Kind sei.
Er wollte den Menschen nützlich sein, so sagte er es schon in jungen Jahren, und so setzte er sich auch ein, vor allem im Beruf. Sowohl durch Weiterbildungen, Schulungen und durch sein generelles Engagement verbringt er viel Zeit auf Arbeit.
In Willys neuer Beziehung scheint dies kein Problem mehr zu sein. Jutta und der Agrotechniker beschreiben ihre Beziehung als ausgeglichen. Bei weiterem Nachfragen Junges wird dann aber doch deutlich, dass es die eine oder andere Frage gibt, bei der Uneinigkeiten bestehen. Beispielsweise bei der nach einer eventuellen Heirat.
Seine Exfrau, noch immer Melkerin, hatte einen Melker kennengelernt und erneut geheiratet. Der Vater Willys war bereits verstorben, er hatte die Scheidung der beiden nie akzeptiert. Seine Mutter hatte die Veränderungen beider Leben ebenfalls noch immer nicht befürwortet, nach der Geburt Kevins jedoch eine Annäherung gesucht.
Junge begleitet den „Onkel Willy aus Golzow“ auch noch während der Wendezeit, die er und Jutta nach jahrelanger Anpassung nun doch aktiv forderten.
Zuletzt noch positiv gestimmt, sind die nächsten Aufnahmen umso schicksalhafter. Die LPG, in der beide arbeiteten, wurde zunächst geteilt und später ganz aufgelöst. Vor allem bei Willy herrschte Ratlosigkeit. Der alte Beruf, in dem und für den beide lange Zeit gearbeitet haben, bot keine Möglichkeit der Rückkehr mehr. Nach Arbeitslosigkeit folgte für Willy der Job des Kraftfahrers. Für Jutta nur der Weg der Umschulung. Auf Wunsch des Sohnes wurden die Filmarbeiten bald darauf eingestellt.
Noch eine letzte Nachricht erreichte Winfried Junge. Willy spricht ihm auf seinen Anrufbeantworter, dass er nach Jutta Sommerfeld fragen müsse, wenn er das nächste Mal anrufe, da sie geheiratet hätten.